# 1787 en Italie
Chronologie de l'Italie
- 1783
- 1784
- 1785
- 1786
- 1787
- 1788
- 1789
- 1790
- 1791

## Événements
- 23 avril-5 juin : un synode national des évêques de Toscane se réunit à Florence. Les décrets du synode de Pistoia ne recueillent l'appui que d'une minorité de trois d'entre eux[1].
- 20-21 mai : la réforme ecclésiastique provoque une émeute en Toscane dirigée contre l’évêque de Pistoia, Scipione de' Ricci[2]. Les livres de Pasquier Quesnel sont brûlés par la foule et les tableaux retirés des églises remis en place.

## Culture

### Opéras créés en 1787
- 5 février : Don Giovanni, opéra de Giuseppe Gazzaniga, créé à Venise.
- 8 juin : Tarare, opéra d'Antonio Salieri et Beaumarchais, créé à l'Opéra de Paris.
- 15 octobre : Célestine, comédie lyrique en trois actes d'Antonio Bartolomeo Bruni, créé à Paris.

- Il fanatico burlato (it), opéra en deux actes (dramma giocoso) de Domenico Cimarosa, livret de Francesco Saverio Zini, créé au Teatro del Fondo de Naples

## Naissances en 1787
- 6 février : Giacomo Conca, peintre de la période néoclassique. († 9 mars 1852)
- 10 avril : Giuseppe Bisi, peintre, spécialisé dans la peinture de paysages. († 28 octobre 1869)
- 24 juin : Giovanni Arrivabene (it), homme politique, économiste et patriote de l'Unité italienne, sénateur du royaume d'Italie. († 11 janvier 1881)
- 27 juillet : Vincenzo Chialli,  peintre néoclassique, spécialiste des sujets religieux ou historiques et les scènes de genre, et collectionneur d'art. († 24 septembre 1840).
- 28 novembre : Michele Carafa, compositeur de la période romantique, auteur d'une vingtaine d'opéras, qui obtint la nationalité française en 1834. († 26 juillet 1872).
- 4 décembre : Tommaso Minardi, peintre, principal représentant du purisme italien, mouvement romantique inspiré par le Trecento et le Quattrocento. († 12 janvier 1871).

- Onofrio Zanotti, peintre baroque de l'école bolonaise, spécialiste de vues architecturales et de la technique de l'aquarelle colorée. († 1861).

## Décès en 1787
- 13 janvier : Francesco Zugno, 77 ans, peintre de la fin de la période rococo et du début de la période néo-classique. (° 1709).
- 14 janvier : Antonio Casali, 71 ans, cardinal, créé in pectore par le pape Clément XIV, préfet de la Congrégation de la bonne gouvernance. (° 25 mai 1715).
- 18 janvier : Francesco Ladatte (Francesco Ladetti), 80 ans, sculpteur, qui fit une grande partie de sa carrière en France. (° 9 décembre 1706).
- 4 février : Pompeo Batoni, 79 ans, peintre, qui fut l'un des précurseurs de la peinture néo-classique. (° 25 janvier 1708).
- 15 février : Vincenzo Miotti (it), 74 ans, physicien et astronome, concepteur d'instruments pour les démonstrations de physique et d'astronomie, notamment une pour l'étude du mouvement parabolique.  (° 25 juillet 1712)
- 13 mai : Michelangelo Simonetti (it), 66 ans, architecte néo-classique, actif à Rome, au Vatican où il eut le titre d' « architecte de chambre et des palais sacrés apostoliques. »  (° 5 mai 1731)
- 31 mai : Felice di Nicosia (en français, Félix de Nicosie), de son nom de naissance Filippo Giacomo Amoroso, 71 ans, religieux capucin, canonisé en 2005 par le pape Benoît XVI. (° 5 novembre 1715).
- 5 septembre : Francesco Griselini (it), 70 ans, naturaliste et botaniste. (° 12 août 1717)
- 25 octobre : Pasquale Cafaro, 72 ans, compositeur baroque, auteur de quelques opéras, et de musique sacrée. (° 8 février 1715)
- 30 octobre : Ferdinando Galiani, 58 ans, économiste, spécialiste de la politique monétaire, auteur du Trattato della moneta (Traité de la monnaie), aujourd'hui considéré comme un classique. (° 2 décembre 1728).